# Slowakische U19-Unihockeynationalmannschaft der Frauen
Die slowakische U19-Unihockeynationalmannschaft ist die Auswahl slowakischer Unihockeyspielerinnen der Altersklasse U-19. Sie repräsentiert die Slowakei auf internationaler Ebene, beispielsweise in Freundschaftsspielen gegen die Auswahlmannschaften anderer nationaler Verbände, aber auch bei der in dieser Altersklasse ausgetragenen Weltmeisterschaft.

## Platzierungen

### Weltmeisterschaften
| WM   | Austragungsort(e)           | Rang         |
| ---- | --------------------------- | ------------ |
| 2004 | Tampere                     | –            |
| 2006 | Naunhof, Leipzig            | 10. Platz    |
| 2008 | Babimost, Wolsztyn, Zbąszyń | 9. Platz     |
| 2010 | Olomouc                     | 5. Platz     |
| 2012 | Nitra                       | 6. Platz     |
| 2014 | Babimost, Wolsztyn, Zbąszyń | 5. Platz     |
| 2016 | Belleville                  | 7. Platz     |
| 2018 | St. Gallen, Herisau         | qualifiziert |